# Музей динозавров и ископаемых Глендайва
Музей динозавров и ископаемых Глендайва — частный музей динозавров в Глендайве, Монтана, США. Музей был основан Отисом Клайном и принадлежит некоммерческой организации Advancing Creation Truth. Музей креационистов пропагандирует веру в то, что динозавры и люди жили одновременно, в том числе веру в то, что динозавры были на Ноевом ковчеге. Построенное в период с 2005 по 2009 год, в основном с участием добровольцев, сооружение оценивается примерно в 4 миллиона долларов, не считая стоимости экспонатов.

## История и описание
Объект позиционирует себя как второй по величине «музей динозавров» в Монтане и единственный музей в штате с креационистской точки зрения. Музей вызвал критику со стороны палеонтологического сообщества с момента своего открытия в 2009 году. Учёные отметили, что Монтана является хорошо известным местом открытия окаменелостей, и выразили обеспокоенность тем, что Глендайв является «противоположностью научного музея». Два примера, которые палеонтологи использовали для объяснения своей позиции:
- открытие остатков мягких тканей в окаменелостях, которые креационисты использовали в качестве аргумента в пользу недавнего создания, несмотря на то, что радиометрическое датирование противоречит этому;
- истоки формации Хелл-Крик, место недалеко от Глендайва, образованное древними реками и их поймами на побережье внутреннего морского пути, район, который подвергался обширным полевым исследованиям, но не продемонстрировал никаких доказательств катастрофического наводнения в его формировании[4].

В 2015 году музей стал предметом споров, когда выяснилось, что местные государственные школы привозили туда учеников для экскурсий. Хотя учащихся проводили только через экспонаты динозавров и не обучали религиозным вопросам.
Фонд семьи Джанфорте, основанный бизнесменом в сфере технологий, а ныне губернатором Монтаны Грегом Джанфорте, пожертвовал копию скелета тираннозавра и выделил средства на выставку акрокантозавра. По некоторым данным, фонд Джанфорте пожертвовал приблизительно 290 000 долларов на продвижение истины творения.
В районе Глендайв иногда проводятся выставки динозавров, что согласуется с научным консенсусом в Государственном парке Макошика и в музее Frontier Gateway. Последний является официальным музеем округа Досон, но открыт только в промежуток между Днём памяти и Днём труда .
Музей открыт ежедневно с 10:00 до 17:00.